# Markytánky Velké armády
Markytánky Velké armády (ve francouzském originále Les Vivandières de la Grande Armée nebo Les Vivandières des zuaves) je příležitostná opereta o jednom dějství a dvou obrazech francouzského skladatele Jacquese Offenbacha na libreto Adolpha Jaima mladšího (vl. jm. Louis-Adolphe Gem) a Philippa-Augusta Pittauda de Forges. Premiéra se konala 6. července 1859 v pařížském divadle Théâtre des Bouffes-Parisiens, přesněji v jeho letním působišti salle Lacaze.

## Vznik, charakteristika a historie
Dne 3. května 1859 vstoupila Francie na straně Sardinského království do rakousko-sardinské války. Francouzsko-sardinská vojska uštědřila rakouské armádě drtivé porážky v bitvě u Magenty (4. června) a bitvě u Solferina (24. června). Řada divadel reflektovala válečné události rychle sestavenými a nasazenými písněmi, recitacemi či scénkami, Jacques Offenbach jako ředitel divadla Bouffes-Parisiens však šel ještě dál a s libretisty Jaimem mladším a Pittaudem de Forges (s oběma již spolupracoval dříve, ale samostatně) rychle připravili samostatnou operetu pod názvem Markytánky Velké armády.
Její děj se odehrává na pozadí vítězného pochodu francouzského vojska Lombardií do boje proti Rakousku. Název odkazoval na „Velkou armádu“, tj. francouzskou armádu pod velením Napoleona Bonaparta, ale do současnosti příběh umísťovaly uniformy zuávů, původně severoafrických oddílů vzniklých v roce 1830, které se vyznamenaly v Krymské válce a od roku 1855 tvořily součást císařské gardy Napoleona III. Markytánky byly v tisku ohlašovány jako „výpravná opereta“ („opérette à grand spectacle“), avšak avízovaná velká podívaná musela respektovat malé rozměry tehdejšího letního působiště Bouffes-Parisiens, salle Lacaze na Avenue des Champs-Élysées. Výpravu označil recenzent týdeníku Le Ménéstrel Alexis Dureau za „poměrně honosnou co do personálu a kostýmů“. Na stísněné jeviště salle Lacaze se tak vešlo třicet lidí, z čehož dvanáct děvčat ve vojenských uniformách, včetně dekorací.

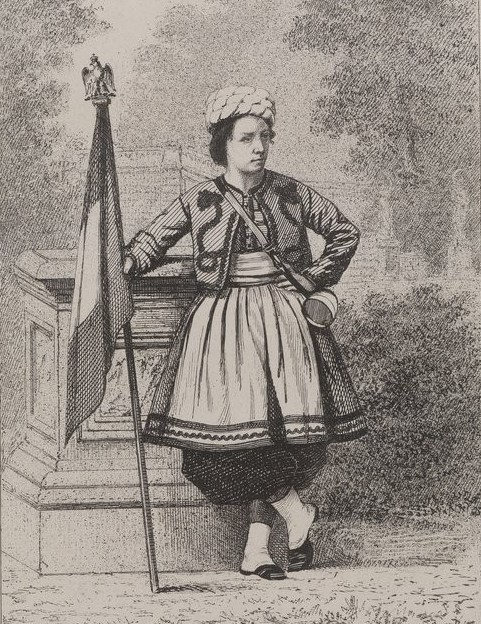
Lucille Tostée jako Scipionne v Markytánkách Velké armády

Námět operety měl vyvolávat vlastenecké nadšení a vyjadřovat podporu francouzským vojákům, současně však využít osvědčené divadelní podívané na dovádivá děvčata a exotické uniformy zuávů. Vedle toho měla nová opereta ještě jeden praktický účel: předvést divákům novou posilu souboru Bouffes-Parisiens slečnu Lucille Tostée. (Ta se objevila již dříve v roli Eurydiky v reprízách Orfea v podsvětí, Scipionne v Markytánkách však byla první role, kterou premiérovala – i když na poslední chvíli, neboť původně byla zamýšlena pro Lisu Tautinovou.) Úspěch u diváků se také podle očekávání dostavil a sál byl vždy naplněn; líbil se zejména výkon komika Désirého v roli zuávského seržanta Tirelalangua a i Tostéeová svou vervou zaujala publikum. Také kritika byla dílu k blahosklonná (stejně jako k slečně Tostéeové, již Alexis Dureau nazval „jedna z lokálních Malibranových“) a nekladla na ryze příležitostný kus stejné nároky jako na standardní hudebně-dramatické dílo.
Recenzent Revue et gazette musicale de Paris radil zkrátit první polovinu; od příchodu vojáků však prý jevištní akce plynule proudila až do konce. Offenbachovi přiznal „krajní plodnost“ a „překvapivou snadnost, s níž reagoval na požadavky tohoto aktuálního hudebního počinu“, ale melodie byly podle něj přece jen trochu „krátkodeché“ – s výjimkou finální hymny, které dával přednost i před hymnou na Bakcha z Orfea v podsvětí. Jednotlivá hudební čísla vychvaloval v revui La France musicale i Aldino Aldini, avšak poznamenal, že vážnost a propracovanost předehry a závěrečné hymny neorganicky kontrastovala s žertovným hudebně-dramatickým obsahem operety.

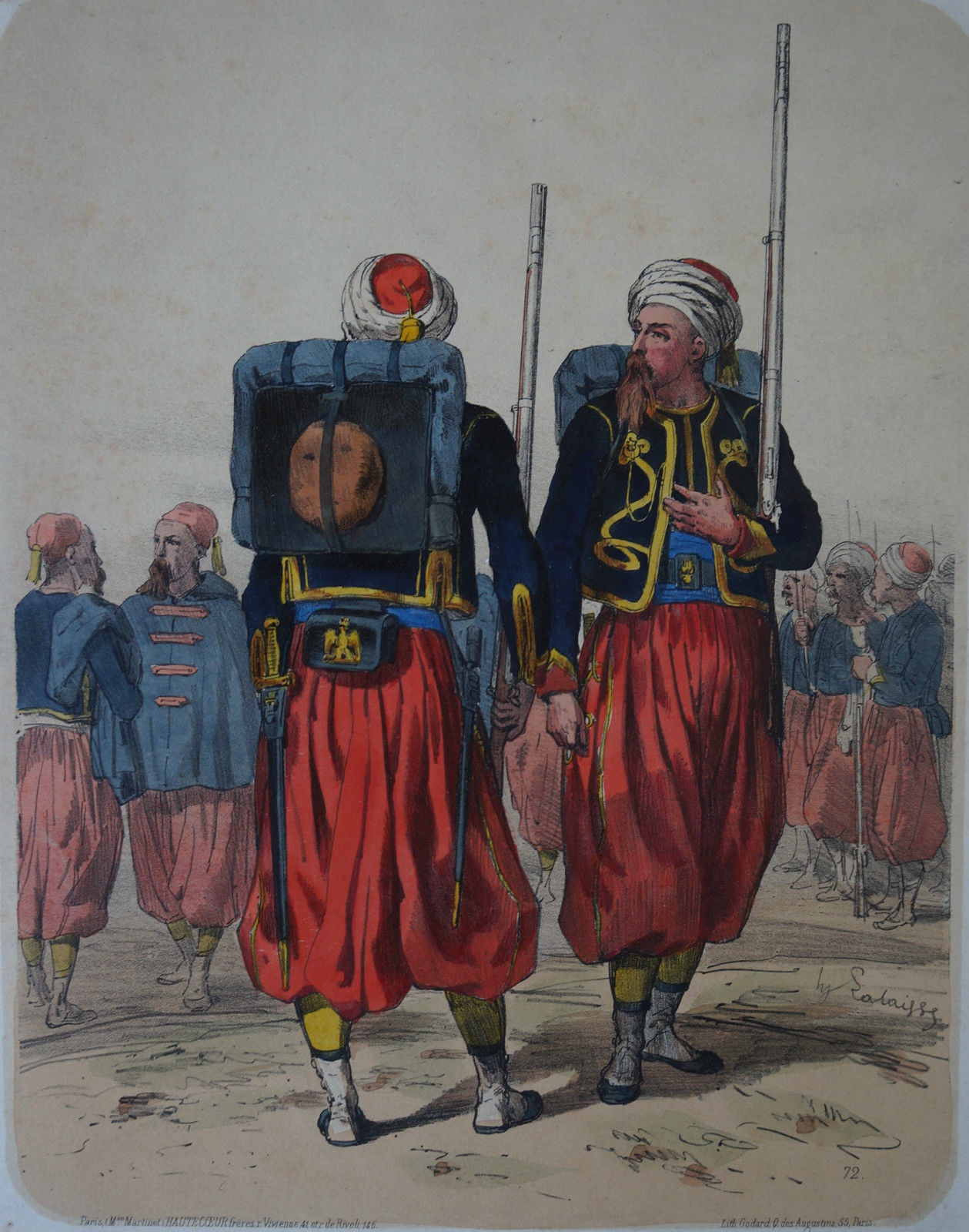
Uniforma zuávů z císařské gardy, kresba z doby kolem roku 1860

Již 11. července 1859 však Napoleon III. podepsal s Františekem Josefem I. příměří ve Villafrance a usiloval o co nejrychlejší urovnání s Rakouskem, což zahrnovalo potlačení protirakouských manifestací na veřejnosti. Dne 17. července byl proto vydán zákaz všech „příležitostných her na vojenská témata“ ve francouzských divadlech, což zahrnulo i Markytánky Velké armády. Ty musely být v programu nahrazeny Delibesovými Les Deux Vieilles Gardes a Dufresnovým Maître Bâton, ale zejména reprízou Růže ze Saint-Flouru, jejíž hlavní rolí zděděnou po Hortense Schneiderové byla Lucile Tostée odškodněna za stažení Markytánek. I tak to pro Bouffes-Parisiens znamenalo náhlý pokles příjmů. Revue La France musicale protestovala v intencích vedení divadla, když psala: „Domníváme se však, že tato opereta [=Markytánky] bude opět uvedena, neboť neobsahuje nic, co by urážel dobrý vkus a mravy, ani nic, co by se mohlo jevit urážlivým vůči národu, s nímž jsme byli v nepřátelství.“
Divadlu bylo následně skutečně povoleno tuto operetu znovu hrát, avšak cenzura si vymínila změnu názvu na Markytánky zuávů a „několik lehkých zásahů nůžkami“. Markytánky se tak znovu hrály 28. července 1859 a pak s úspěchem až do konce letní sezóny v salle Lacaze. Jejich časový obsah se však vyčerpal, a když se Bouffes-Parisiens v polovině září vrátily do svého působiště v pasáži Choiseul, již na programu nebyly a nikdy se nevrátily.
Partitura Markytánek – jejíž obsah lze rekonstruovat jen podle zmínek v dobovém tisku – byla poměrně jednoduchá. Podle Revue et gazette musicale, obsahovala pouze písně a sbory, žádná dueta či terceta, naopak Aldini zmiňuje duet a propracovanější ansámbly. Sestávala z předehry; Pataudovy písně Je sais bien que dans le village přecházející v milostný duet se Scipionne; valčíkových kupletů žaček o zeměpise; kupletu Scipionne a jejích družek o čtyřstěnu; vojenského pochodu, písně o útoku a sboru zuávů na téma známé písně As-tu vu la casquette du père Bugeaud?; písně Patauda jako nového gardového myslivce („chanson du beau p'tit cha“) s ansámblem zuávů; písně seržanta; a nakonec kupletu Belasperga následovaného vojenskou hymnou. Patetické finále operety, kdy za zvuků dělových salv a pod francouzskými vlajkami všichni zpívali účinkující závěrečnou hymnu v pokleku, i vlastenecky naladěné obecenstvo poněkud zaskočilo.
Z hudby Markytánek Velké armády bylo vydáno jediné číslo - Le Chanson du p'tit cha' – a nedochovalo se ani libreto. Je známo, že Offenbach znovu použil část hudby pro svou revui Le Carnaval des revues v únoru následujícího roku. 8. června 1860 pak císař Napoleon III. odměnil všechny tři tvůrce této propagandistické operety, tj. Offenbacha, Jaima a Pittauda de Forges, stříbrnou medailí.
Podle španělského teatrologa Jacoba Kaufmanna se tato opereta hrála pod názvem Os Zuavos 28. prosince 1869 v lisabonském divadle Theatro do Principe Real.
Podobné téma zpracoval Jacques Offenbach ve větší šíři a s většími ambicemi o dvacet let později ve své operetě Dcera plukovního tambora (premiéra 13. prosince 1879), což byl jeho poslední scénický triumf a zároveň poslední jevištní dílo, jehož premiéry se dožil.

## Osoby a první obsazení

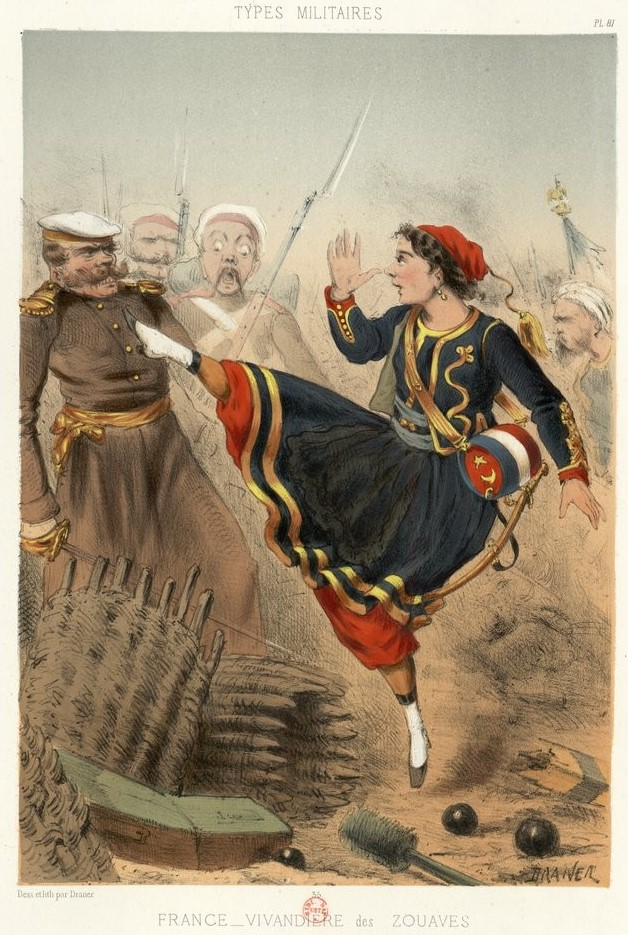
Markytánka zuávů, rytina Dranera (Julese Renarda, 1883–1926) z doby Druhého císařství

| osoba                                                                  | hlasový obor | světová premiéra (6. června 1859)                                                                                                |
| ---------------------------------------------------------------------- | ------------ | --- |
| Signor Gorju, nadučitel                                                | baryton      | Pierre-Adolphe Caillat |
| Pataud, Gorjuův synovec                                                | tenor buffo  | Bache (vl. jm. Alexandre Debruille)                                                                                              |
| Scipionne, Gorjuova žačka                                              | soprán       | Lucil(l)e (vl. jm. Émilie) Tostée                                                                                                |
| Tirelalangue, zuávský seržant                                          | tenor        | Désiré (vl. jm. Aimable Courtecuisse)                                                                                            |
| Belasperge, zuáv                                                       | baryton      | (Louis-)Prosper Guyot |
| Ramponneau, zuáv                                                       | …            | Jacques-Adolphe Tautin (vl. jm. Vassières)                                                                                       |
| Filaretordre, zuáv                                                     | baryton      | Charles Desmonts |
| Bergamotte, Babouine, Reinette, Tignasse, Maritorne, Virago aj., žačky | soprány      | Marie-Aurélie Mareschal, Marie-Pierrette-Amélie Chabert, Coralie Geoffroy, Marie Cico, Sterr, Lucie Fréval, Lasserre, Fassio aj. |
| Zuávové (infanteristé francouzské Africké armády)                      |              | |

## Děj operety
Probíhá válka mezi Francií a Rakouskem, ale v jisté venkovské škole v Lombardii vyučuje i nadále upjatý učitel Gorju pravopis, zeměpis a dějepis. Do školy přichází houf rozjívených děvčat s košíky v rukou, smějí se, žertují a dělají při vyučování nejrůznější neplechy. Mezi nimi se nachází i Scipionne, jejíž matka bývala markytánkou francouzské Velké armády za prvního císařství, a ta se těší na vítězství Francouzů. Pod jejím vedením se hodina zeměpisu zvrhne ve výčet míst spojených s vítězstvími napoleonských armád. O Scipionninu přízeň se uchází trochu nanicovatý Pataud, Gorjuův synovec, ale dívka mu hodlá věnovat svou pozornost jen tehdy, pokud se dá zapsat do francouzské armády; přísahala totiž matce, že si vezme jen vojáka.
Zdálky zazní rány z děl. Gorju se na základě mylné informace od Patauda domnívá, že se blíží vojsko rakouské, a proto z oportunismu vymění svou červeno-modro-bílou vestu za černo-žlutou (vybavil se pro všechny případy oběma barvami). Jenže je to předvoj vojska zuávů, který vstoupí za jásotu děvčat a pochodu As-tu vu la casquette du père Bugeaud. Učebna se promění na dočasné vojenské ležení. Seržant Ramponneau a jeho muži, mezi nimi Tirelalangue, Filaretordre a Belasperge, jsou postavy sice excentrické, ale srdnaté a prodchnuté vlastenectvím. Pataud je po uspokojivém výslechu přijat do francouzské pěchoty a získá tím Scipionne. Ostatně ona i ostatní žačky se přihlásí za markytánky. Gorju je přichycen při projevu prorakouské loajality a zachrání se jen tím, že dá svému synovci a své žačce svolení k sňatku. Poté se vojsko za zvuků hymny vydává do jistě vítězného dalšího boje.